# Praça da Bandeira (Río de Janeiro)
Praça da Bandeira (o sea Plaza de la Bandera) es un barrio de la zona Norte de Río de Janeiro, Brasil. Pertenece a la subprefectura de Grande Tijuca, con más de 8.500 habitantes y está localizado en el encuentro de las Zonas Norte, Sur y Central. En sus cercanías hay varias estaciones de las Líneas 1 y 2 del Metro.

## Estructura

### Historia
Comenzó a poblarse hacia 1920. En 1933, la Avenida Presidente Vargas la conectó con el Centro y generó la construcción de varios edificios en la zona. A partir de 1965, fue concluida la renovación urbanística del barrio, con el inicio de la decadencia socioeconómica del estado de la Guanabara y del plan de transferir el centro económico a Barra de la Tijuca.
En 1981, se separó del barrio Maracaná. Tomó su nombre de plaza donde se izó por primera vez el 19 de noviembre de 1889 la bandera de Brasil. Sus avenidas están flanqueadas por edificios y tienen un tráfico intenso. Este empeora los días de temporales. Desde principios del siglo XX, la región sufre frecuentes inundaciones debido a las encostas que la rodean, como los morros de Rio Comprido y Tijuca.  
Se trata de la construcción de cinco "piscinões", que, en días de lluvias fuertes, almacenarán las aguas, que serán posteriormente liberadas en la Bahía de Guanabara gradualmente. El primero desales depósitos fue entregue a finales de diciembre de 2013 y, según el Ayuntamiento, ya está en funcionamiento. Además de los depósitos, están en marcha, como parte del mismo proyecto, las obras de desvío del Río Joana, que tendrá cerca de 30% de su vazão desviada para la bahía de Guanabara, en vez de desaguar en la región de la Plaza de la Bandera. El desvío se dará por una gran galería, que pasará por bajo del barrio de Son Cristóvão.

### Localización

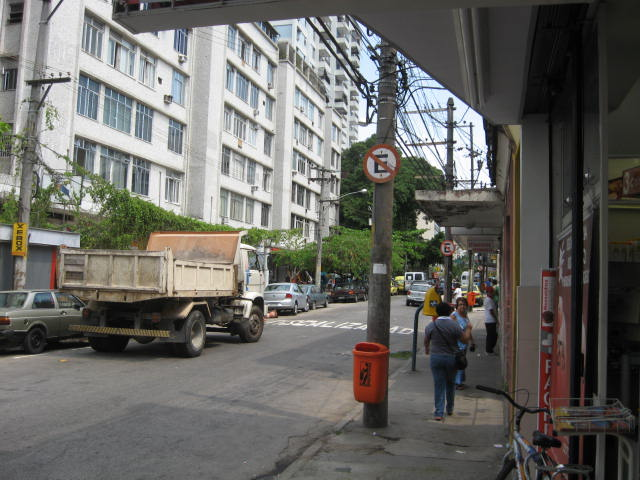
Calle del Matoso.

Está en la confluencia de las zonas norte, sur y central de la ciudad. A su vez, se encuentra en las cercanías de la localidad de Niterói, la excapital fluminense. Limita al norte, sur y leíste por los barrios de San Cristóbal, Ciudad Nueva, Estácio, Rio Comprido y Santo Cristo. Estos se encuentran en la Zona Central. A su vez Praça da Bandeira limita con Maracaná por el noroccidente y con Tijuca por el occidente. Es uno de los siete barrios nortistas a ser administrados por la subprefectura de la Grande Tijuca (los otros 64 pertenecen a la de la Zona Norte).  
En los alrededores, atravesando la línea férrea y del Metro, está la calle Ceará, un emergente punto de vida nocturna, donde hay una gran cantidad de bares, muchos de ellos frecuentados por fanes y admiradores del heavy metal. A pocos pasos se encuentra Vila Mimosa, tradicional reducto del meretrício carioca.

### Servicios
El comercio local, que en el pasado se concentró en la Calle del Matoso, ahora se esparció por las calles del barrio. La Calle del Matoso aún ocupa posición céntrica, pero hoy se caracteriza por sus ferreterías, que abren durante todo el sábado y en las mañanas de domingo. Las calles Barão de Iguatemi, Mariz y Barros y la propia Plaza tienen hoy un comercio que reúne restaurantes, papelería, hoteles, universidades, supermercado,bancos, correos etc.

### Transporte
Cuenta con autobuses para prácticamente todas las regiones de la ciudad. En sus cercanías están las estaciones Estácio y Afonso Pena, en la Línea 1, y Son Cristóvão, en la Línea 2 del Metro. Pese a estar localizadas en barrios vecinos, se encuentran a menos de 1 km de la plaza central del barrio. La Plaza de la Bandera posee aún una estación de tren de la Supervia en funcionamiento y, en el futuro, confirmadas las obras del tren-bala, estará a cerca de quinientos metros de la nueva conexión Río-São Paulo. 